# Laulauga Tausaga
Laulauga Tausaga-Collins, född 22 maj 1998 på Hawaii, är en amerikansk friidrottare som tävlar i diskus.

## Karriär
Vid världsmästerskapen i friidrott 2023 tog hon guld i diskus. Hon tog även guld vid NACAC-mästerskapen 2022.